# پایگاه فضایی

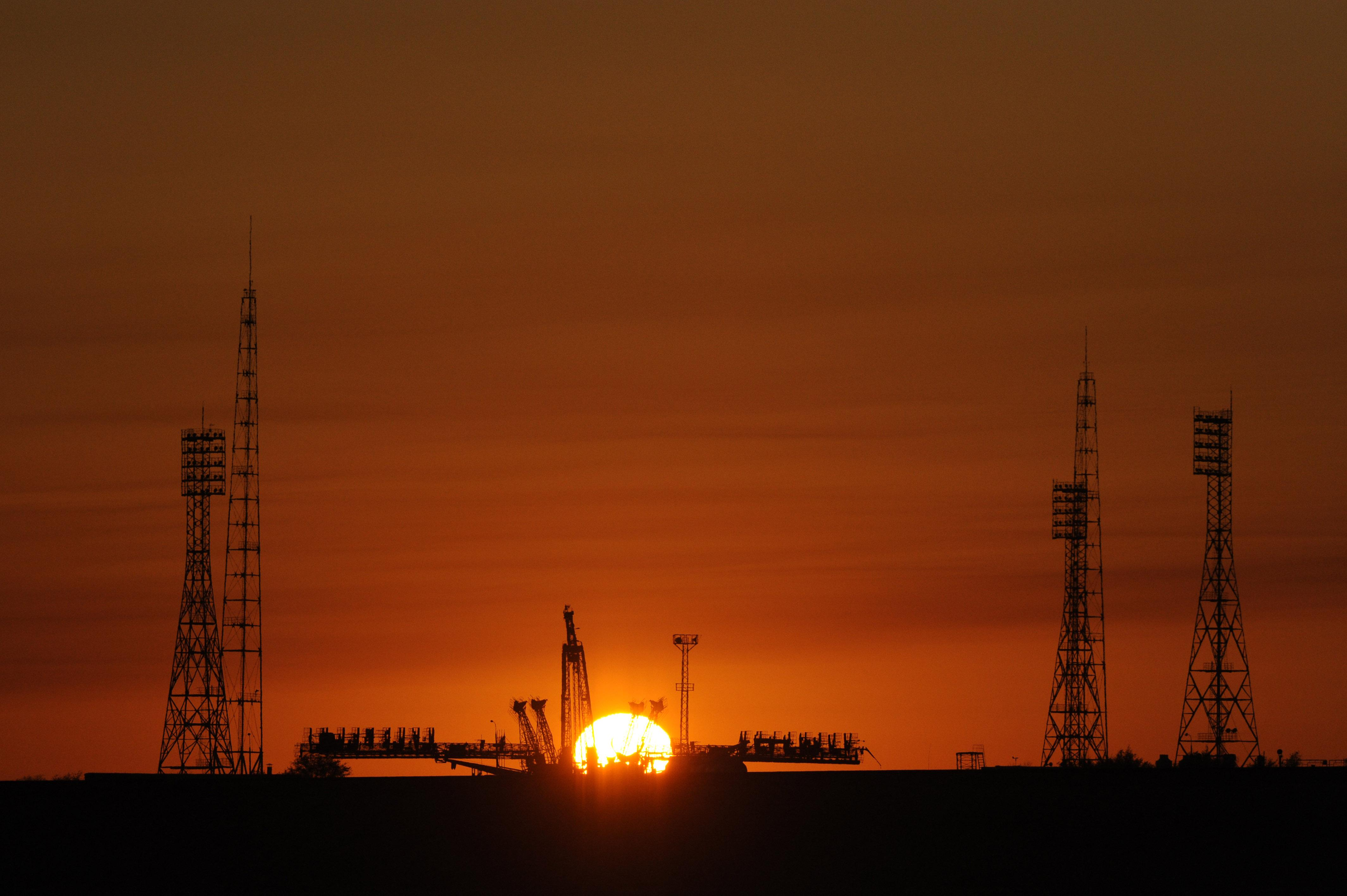
سکوی پرتاب سایوز قبل از اجرای پرتاب سایوز TMA-13 از پایگاه فضایی بایکونور در قزاقستان، جمعه ۱۰ اکتبر ۲۰۰۸

پایگاه فضایی (به انگلیسی: Spaceport) (به روسی: Космодром، kosmodrom) یک سایت هدف سازی شده برای راه‌اندازی (یا دریافت) فضاپیما است، که با قیاس با بندر برای کشتی، یا فرودگاه برای هواپیماها است. کلمهٔ پایگاه فضایی، و حتی بیشتر از آن؛ کزمودرم (cosmodrome)، به گونهٔ سنتی برای سایت‌هایی که توانایی راه‌اندازی فضاپیماها به سوی مدار اطراف زمین یا به مدارهای بین سیاره‌ها را دارند استفاده می‌شود. با این حال، سایت‌های پرتاب موشک‌هایی که تنها برای پروازهای زیر مداری استفاده می‌شوند نیز گاهی پایگاه فضایی نامیده می‌شوند؛ زیرا در سال‌های اخیر سایت‌های نوساخته‌ای که برای پروازهای کوتاه زیرمداری با سرنشین راه‌اندازی می‌شوند بارها دیده شده که به نام «پایگاه فضایی» از آن‌ها یاد شده‌است. در طرح‌های ارائه شده برای ایستگاه‌های فضایی و پایگاه‌های آینده در ماه نیز؛ به ویژه اگر به عنوان یک پایگاه برای سفر بیشتر از یک بار در نظر گرفته شده باشد، واژهٔ «پایگاه فضایی» به‌کار رفته‌است.
اصطلاح «سایت پرتاب موشک» برای هر مرکزی که در آن راکت‌ها راه‌اندازی شوند استفاده می‌شود. چنین مرکزی می‌تواند شامل یک یا چند سایت مناسب و سکوهای پرتاب سازگار برای سوار کردن و راه‌اندازی موشک‌های مختلفی باشد یا شامل سکو یا سکوهای پرتاب قابل حمل و نقل هم بشود. سایت‌های پرتاب موشک را معمولاً محدوده‌های ایمنی احاطه کرده‌اند که به آن «طیف موشک» می‌گویند و این محوطه در مسیری است که انتظار می‌رود که مسیر موشک‌ها باشد و در آن برخی از اجزای موشک ممکن است بر زمین فرود آیند. ایستگاه‌های ردیابی نیز گاهی در محدودهٔ برد موشک برای ارزیابی پیشرفت موشک پرتاب شده راه‌اندازی شده‌اند.